# 鷺神社 (春日部市)
鷺神社（さぎじんじゃ）は、埼玉県春日部市の神社。

## 歴史
創建年代は不明である。ただ江戸時代後期の地誌『新編武蔵風土記稿』に掲載されていることから、少なくとも江戸時代後期には既に存在していたものと推測される。「宮本院」が別当寺であった。宮本院は修験道本山派の寺院「不動院」の末寺であったが、明治初期の神仏分離により、廃寺に追い込まれた。本寺の不動院は明治末期から大正初期に東京府南葛飾郡砂町（現・東京都江東区南砂）に移転し、1948年（昭和23年）に「飛不動」として知られる東京都台東区の正宝院に合併された。
当社の隣に曹洞宗の浄春院があるが、この寺は別当寺でなかった。とはいっても全くの無関係ではなかったらしく、1688年（貞享5年）に不動院との間に別当寺の地位をめぐる訴訟を起こし、寺社奉行の判決によって浄春院の敗訴となっている。
元々は「百余尊権現社」と称していたが、明治になり「鷺神社」に改称した。1871年（明治4年）、近代社格制度に基づく「村社」に列せられ、1911年（明治44年）の神社合祀により、周辺の2社が合祀された。

## 本郷鷲神社との関係
当社の特徴として、一つの社殿に二社の独立した神社が鎮座する「二間社」の構造になっている。鳥居をくぐって境内の左半分が当社で、右半分が杉戸町の「鷲神社（わしじんじゃ）」となっている。なお、行政的にも右半分の境内は杉戸町の飛地となっている。社殿の内部は板壁で仕切られており、宗教法人も別法人である。
いつ頃から一体化したのかは不明であるが、少なくとも1853年（嘉永6年）の時点で既に現在のような形になっているという。昔、小渕村と本郷村の間で紛争があったので神社を真っ二つに分けたという言い伝えがあるが、実際には両村との間に交流があり、何らかの理由で一緒の社殿に祀ることになったと推測される。現在も大晦日から元旦にかけて両社の氏子が一堂に会し、交流を深めている。明治期の「鷺神社」の改称も右側の鷲神社を意識した改称といわれている。
社殿の修繕費について、かつては当社と鷲神社の氏子の間で「7：3」の割合で負担していたが、現在は「4：6」に改められ、必要に応じて両社氏子総代が話し合うことになっている。

## 交通アクセス
- 北春日部駅より徒歩17分。